# Piper agusanense
Piper agusanense är en pepparväxtart som beskrevs av C. Dc.. Piper agusanense ingår i släktet Piper och familjen pepparväxter. Inga underarter finns listade i Catalogue of Life.